# 徐錦煬遇襲事件

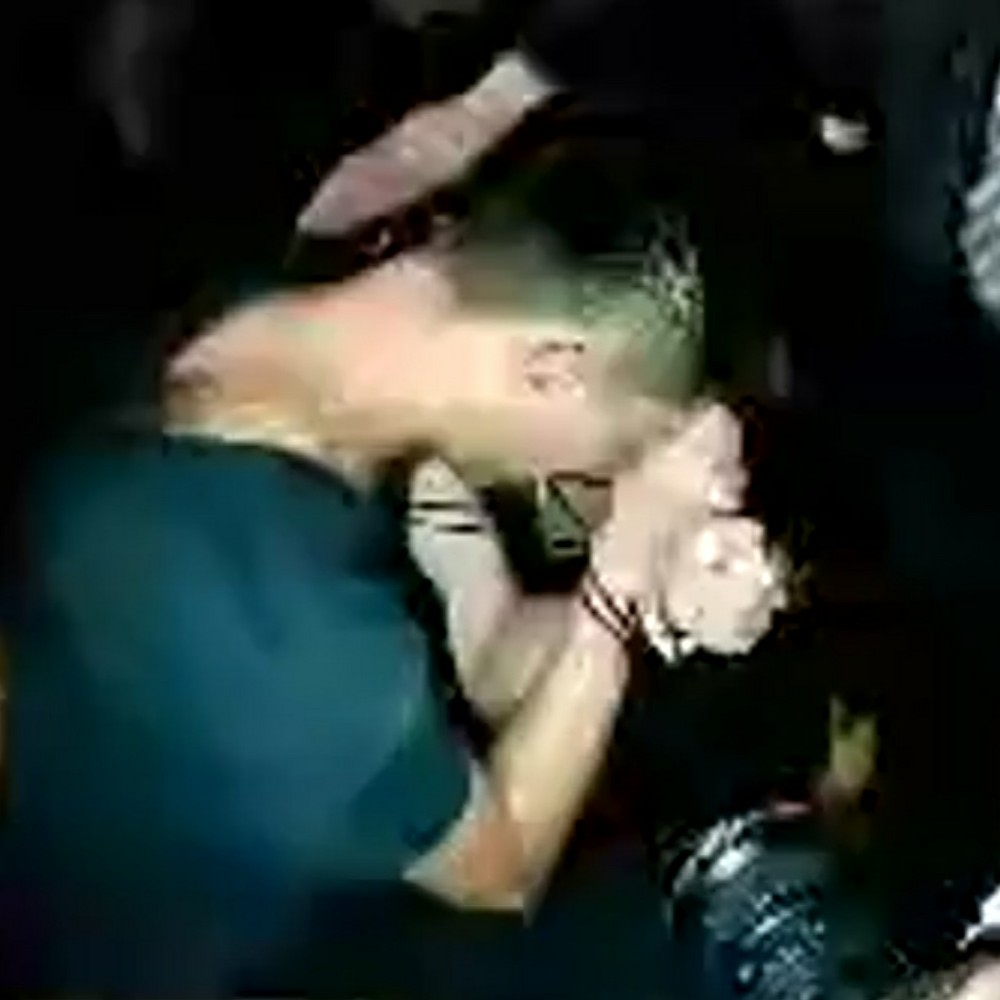
徐錦煬（事主）遭到包圍

徐錦煬遇襲事件發生於2019年8月13日傍晚，一位名為徐錦煬的中國內地人士於香港國際機場，因疑似煽動群眾衝擊禁區及近距離拍攝示威者容貌被參與反對逃犯條例修訂草案運動示威的人士包圍並搜出身上物品，當中包括兩截木棍、住址为广东省深圳市的中华人民共和国居民身份证及往来港澳通行证,現場有不了解公安架構的示威人士發現証上印有「中國公安部出入境管理局」(實為簽發機關)，高呼徐錦煬為喬裝示威者的中國公安，因而令事件一發不可收拾。。徐錦煬接受香港01訪問時聲稱自己並非公安，到機場是為了送機，事發時正準備離開機場並前往深圳。
有網民翻查資料，發現深圳福田公安分局有一名同名同姓的公安辅警，且与徐锦炀同行的一名名为林志威的男子（后逃走）同为该分局辅警，又使用广东省公安厅旗下微信公众号提供的重名查询功能，显示广东省户籍内只有一人叫徐錦煬，并将截图上传至LIHKG讨论区，因此怀疑徐是介入的公安。徐錦煬被示威者包圍超過五小時并报称不适，期间有人殴打及袭击他，向其身上泼水，并阻止救护员带走；他后来戴上氧气罩，晚上約10時半在香港警察護送下送上救护车離開。
警察到场后谈判专家称并非清场行动，想来救出徐錦煬，期间示威者声讨警察，并用激光笔照射及掷物。警察即将离开时，示威者冲出一号客运大楼，围攻与阻止警察车辆离开。之后防暴警察下来驱赶与拘捕示威者，有警察拘捕一名女示威者反被围攻狂毆，最後需举枪示警。拘捕过程中有示威者倒地，血流不止。警察拘捕5名示威者后离开。
有示威者事后接受香港商業電台節目《在晴朗的一天出發》訪問，指徐锦炀疑似监视示威者且“凶神恶煞”，拿出用纸包住的疑似警棍条状物挥动，被询问时逃跑、自称游客而没有机票且几小时内前后说法不一，被要求出示手机时有删除微信群组，并被发现疑似传送暗号和示威者动向的群组（之后被踢出），后来又搜出双截棍，认为有理由怀疑他并非普通游客或送行者，因此用索带捆住徐的双手。。
儘管事件性質跟随后发生的付國豪遇襲事件相似，都是毆打囚禁內地人士的爭議行為，但多家媒体指出「徐錦煬」一名並沒有被中國內地媒體廣泛報導，报道时也多數被称为“内地游客”，避谈他的姓名与工作单位，而百度、搜狗卻都搜尋不到「徐錦煬」任何一筆資料，意在为事件降温。徐、付二人遭襲後，國務院港澳辦對襲擊事件表示極大憤慨和強烈譴責。

## 各界反應
警方指示威者的暴力行為已經超越和平示威的底線，機場不應成為表達政治訴求的場所。
親政府的香港政黨經民聯發表聲明：指徐錦煬被示威者圍困長達五小時，事件影響香港人聲譽。
立法會議員毛孟靜認為示威者不應毆打不明身份人士、不應妨礙救護人員，但亦表示警方喬裝示威者的行為引起示威者的猜疑。
文匯報於8月24日撰文批評香港機場管理局保安人員阻止警員執法，導致徐錦煬被禁錮逾五小時。

## 争议

#### 对示威者的丑化报道
2019年8月14日，文汇报发布文章《暴徒圍毆環時記者 泯人性虐旅客5句鐘》及《【匯理求真】黑衣暴徒泯滅人性，與恐怖分子無異》，文中均提到示威者认定徐锦炀为深圳公安的原因是其港澳通行證簽發單位为公安部出入境管理局，意在表明示威者愚蠢。该文相关内容被中国大陆媒体观察者网转载。事实上，示威者通过身份证号码查询及重名查询确定徐锦炀身份，而非文中所言。